# لیتن وایلر
لیتن وایلر (به آلمانی: Littenweiler) یک منطقهٔ مسکونی در آلمان است که در فرایبورگ واقع شده‌است. لیتن وایلر ۷٬۷۸۱ نفر جمعیت دارد.